# Adnan Hadžić
Adnan Hadžić (ur. 15 stycznia 1988 w Kakanju) – bośniacki piłkarz grający na pozycji bramkarza. Obecnie jest zawodnikiem klubu FK Željezničar.

## Kariera piłkarska
Hadžić profesjonalną karierę rozpoczął w klubie Rudar Kakanj. W 2009 roku przeniósł się do zespołu Zrinjski Mostar, w którym spędził cztery lata. Latem 2013 roku został zawodnikiem FK Željezničar.

## Kariera reprezentacyjna
W reprezentacji Bośni i Hercegowiny zadebiutował 16 grudnia 2011 roku w towarzyskim meczu z reprezentacją Polski. Na boisku przebywał do 83 minuty.
| Mecze i gole w reprezentacji | Mecze i gole w reprezentacji | Mecze i gole w reprezentacji | Mecze i gole w reprezentacji | Mecze i gole w reprezentacji | Mecze i gole w reprezentacji | Mecze i gole w reprezentacji |
| #                            | Data                         | Stadion                      | Rywal                        | Wynik                        | Gol                          | Rozgrywki                    |
| 2011                         | 2011                         | 2011                         | 2011                         | 2011                         | 2011                         | 2011                         |
| ---------------------------- | ---------------------------- | ---------------------------- | ---------------------------- | ---------------------------- | ---------------------------- | ---------------------------- |
| 1.                           | 16.12.2011                   | Kundu, Turcja                | Polska                       | 0:1                          | 0                            | towarzyski                   |